# Trybunał Kompetencyjny
Trybunał Kompetencyjny – w II Rzeczypospolitej sąd szczególny, rozstrzygający spory o właściwość między sądami a organami administracyjnymi, ustanowiony przez art. 86 Ustawy z dnia 17 marca 1921 r. – Konstytucja Rzeczypospolitej Polskiej (Dz.U. z 1921 r. nr 44, poz. 267 oraz Dz.U. z 1926 r. nr 78, poz. 442), a powołany Ustawą z dnia 25 listopada 1925 r. o Trybunale Kompetencyjnym (Dz.U. z 1925 r. nr 126, poz. 897). Utrzymany przez art. 70 ust. 1 lit. c) Ustawy Konstytucyjnej z dnia 23 kwietnia 1935 r. (Dz.U. z 1935 r. nr 30, poz. 227). Działał do września 1939 roku.

## Organizacja Trybunału

### Skład
Trybunał Kompetencyjny składał się z:
- dwóch Prezesów – spośród sędziów Sądu Najwyższego (SN) i Najwyższego Trybunału Administracyjnego (NTA), „po jednym z grona sędziów każdej z tych instytucji” (art. 3 ustawy o Trybunale Kompetencyjnym; dalej „uTK”), oraz
- czternastu członków – czterech spośród sędziów SN, czterech spośród sędziów NTA i sześciu „spośród osób, odznaczających się szczególną znajomością prawa, które jednak nie piastują żadnego urzędu ani w sądownictwie, ani nie są urzędnikami administracyjnymi” (art. 4 ust. 1 uTK)

– mianowanych przez Prezydenta Rzeczypospolitej na wniosek Rady Ministrów (art. 2 uTK).

Kandydatów na członków Trybunału spośród sędziów SN i NTA przedstawiały w liczbie podwójnej Zgromadzenia Ogólne Sędziów SN oraz NTA (art. 4 ust.3 uTK). Kandydatów na pozostałych członków Trybunału przedstawiały wydziały prawa uniwersytetów państwowych, każdy po trzech (art. 4 ust. 4 uTK). 

W 1939 roku prezesami Trybunału Kompetencyjnego byli Jan Kopczyński, prezes Najwyższego Trybunału Administracyjnego, i Bolesław Pohorecki, prezes Izby Cywilnej Sądu Najwyższego.

### Kadencja
Kadencja Prezesów oraz członków Trybunału trwała pięć lat, z możliwością ponownego wyboru (art. 5 ust. 1 uTK). 

Prezesi Trybunału sprawowali swoje obowiązki kolejno przez okres piętnastu miesięcy (§ 2 załącznika do Rozporządzenia Prezydenta Rzeczypospolitej z dnia 30 kwietnia 1927 r. w sprawie regulaminu Trybunału Kompetencyjnego – Dz.U. z 1927 r. nr 42, poz. 373).

Członek Trybunału, który przestał być sędzią SN lub NTA albo przeszedł z SN do NTA, tym samym przestawał zasiadać w Trybunale (art. 5 ust. 2 uTK). Członek Trybunału powołany spoza grona sędziów SN lub NTA przestawał zasiadać w Trybunale w razie objęcia urzędu w sądownictwie lub administracji (art. 5 ust. 3 uTK).

Zawieszenie w urzędowaniu w SN lub NTA powodowało zawieszenie w sprawowaniu obowiązków w Trybunale Kompetencyjnym (art. 6 ust. 2 uTK).

### Składy rozstrzygające Trybunału
Trybunał Kompetencyjny rozstrzygał:
- w składzie całego Zgromadzenia Ogólnego Trybunału (art. 9 zd. 1 uTK) – Zgromadzenie musiało liczyć co najmniej dziesięciu członków łącznie z przewodniczącym, w tym trzech członków wywodzących się spoza SN i NTA (art. 9 zd. 2 uTK) – w sprawach przekazanych mu przez składy siedmiu lub trzech członków,
- w składzie siedmiu członków (art. 8 ust. 1 uTK) – przewodniczący i po dwóch członków spośród trzech grup określonych w art. 4 ust. 1 uTK (art. 8 ust. 2 uTK) – w rozprawach ustnych, oraz
- w składzie trzech członków – przewodniczący i po jednym członku zasiadającym w SN oraz NTA (art. 8 ust. 3 uTK) – we wszystkich innych sprawach.

## Postępowanie przed Trybunałem
Postępowanie przed Trybunałem Kompetencyjnym było dwuczęściowe i składało się z:
1. rozpoznania wstępnego na posiedzeniu niejawnym (badano czy nie zachodzą uchybienia formalne oraz czy wniosek o rozpatrzenie sprawy został złożony we właściwym czasie); w razie stwierdzenia braku uchybień wyznaczano rozprawę i zawiadamiano o tym właściwą naczelną władzę administracyjną oraz zainteresowane strony (art. 19 ust. 2 uTK); Trybunał, przed rozprawą, mógł „zarządzić przesłuchanie osób zainteresowanych, świadków, znawców, tudzież zebranie innych dowodów i wyjaśnień przez sądy lub władze administracyjne” (art. 19 ust. 3 uTK),
2. rozprawy ustnej na posiedzeniu jawnym (art. 20 ust. 1 uTK); dopuszczalne było utajnienie rozprawy ze względu na interes publiczny (art. 20 ust. 2 uTK); orzeczenia Trybunału ogłaszano zawsze na posiedzeniach jawnych (art. 20 ust. 3 uTK).

W postępowaniu przed Trybunałem obowiązywał przymus adwokacki; osoby posiadające wyższe wykształcenie prawnicze mogły być przez Trybunał zwolnione od obowiązku występowania za pośrednictwem adwokata (art. 21 ust. 1 zd. 2 i 3 uTK).

Orzeczenie Trybunału zapadało bezwzględną większością głosów podczas tajnej narady, w razie równości głosów rozstrzygał głos przewodniczącego składu orzekającego (art. 23 ust. 1-3 uTK), oraz określało właściwą dla danej sprawy władzę, przekazując jej do załatwienia tę sprawę, i uchylało orzeczenia i zarządzenia wydane przez władzę niewłaściwą (art. 23 ust. 4 uTK). Orzeczenie wiązało w danej sprawie władze sądowe i administracyjne, a władza, której właściwość została ustalona, podejmowała ex officio lub na wniosek stron postępowanie (art. 26 uTK).

Orzeczenie wraz z uzasadnieniem było ogłaszane bezpośrednio po rozprawie lub w ciągu jednego miesiąca, licząc od dnia rozprawy, na innym posiedzeniu, zapowiedzianym przez przewodniczącego składu orzekającego (art. 24 ust. 2 zd. 1 uTK).

Postępowanie przed Trybunałem Kompetencyjnym było wolne od opłat skarbowych, a stronom nie przyznawało się kosztów postępowania (art. 27 uTK).

## Akty normatywne dotyczące Trybunału Kompetencyjnego
| #  | Akt normatywny | Data wejścia w życie | Data uchylenia   | Uwagi                                                                 |
| -- | --- | -------------------- | ---------------- | --------------------------------------------------------------------- |
| 1  | Ustawa z dnia 17 marca 1921 r. – Konstytucja Rzeczypospolitej Polskiej                                                                                        | 1 czerwca 1921       | 24 kwietnia 1935 |                                                                       |
| 1a | Ustawa z dnia 25 listopada 1925 r. o Trybunale Kompetencyjnym (Dz.U. z 1925 r. nr 126, poz. 897)                                                              | 23 grudnia 1925      | po 1945          | Desuetudo                                                             |
| 1b | Rozporządzenie Rady Ministrów z dnia 26 listopada 1926 r. o wynagrodzeniu Prezesów i członków Trybunału Kompetencyjnego (Dz.U. z 1926 r. nr 121, poz. 698)    | 15 grudnia 1926      | 1 lutego 1934    |                                                                       |
| 1c | Rozporządzenie Prezesa Rady Ministrów z dnia 6 grudnia 1926 r. o sposobie powoływania sekretarza Trybunału Kompetencyjnego (Dz.U. z 1926 r. nr 121, poz. 699) | 15 grudnia 1926      | po 1945          | Desuetudo                                                             |
| 1d | Rozporządzenie Prezydenta Rzeczypospolitej z dnia 30 kwietnia 1927 r. w sprawie regulaminu Trybunału Kompetencyjnego (Dz.U. z 1927 r. nr 42, poz. 373)        | 9 maja 1927          | po 1945          | Desuetudo                                                             |
| 1e | Rozporządzenie Rady Ministrów z dnia 28 stycznia 1934 r. o wynagrodzeniu Prezesów i członków Trybunału Kompetencyjnego (Dz.U. z 1934 r. nr 9, poz. 73)        | 1 lutego 1934        | po 1945          | Desuetudo                                                             |
| 2  | Ustawa Konstytucyjna z dnia 23 kwietnia 1935 r. | 24 kwietnia 1935     | 1944             | Uznana za nieobowiązującą przez Manifest PKWN z dnia 22 lipca 1944 r. |

## Trybunał Kompetencyjny po 1945
Trybunał Kompetencyjny nie został powołany po 1945 r. Obecnie jego funkcję pełnią sądy administracyjne (ściślej Naczelny Sąd Administracyjny), jednakże wyłącznie w odniesieniu do sporów między organami administracji rządowej i samorządu terytorialnego. Ustawa z dnia 31 stycznia 1980 r. o Naczelnym Sądzie Administracyjnym oraz o zmianie ustawy – Kodeks postępowania administracyjnego (Dz.U. z 1980 r. nr 4, poz. 8, ze zm.) powołała Kolegium Kompetencyjne przy Sądzie Najwyższym do rozstrzygania sporów między sądami a organami administracji. Ustawa ta weszła w życie 1 września 1980 r. Przepisy o Kolegium utrzymano w mocy aż do wejścia w życie ustawy z dnia 30 sierpnia 2002 r. Przepisy wprowadzające ustawę – Prawo o ustroju sądów administracyjnych i ustawę – Prawo o postępowaniu przed sądami administracyjnymi (Dz.U. z 2002 r. nr 153, poz. 1271, ze zm.), która 1 stycznia 2004 r. uchyliła dział V Kodeksu postępowania administracyjnego dotyczący Kolegium. W miejsce przepisów o Kolegium wprowadzono art. 66 § 4 k.p.a. i art. 1991 k.p.c. w następującym brzmieniu:

§ 4. Organ nie może jednak zwrócić podania z tej przyczyny, że właściwym w sprawie jest sąd powszechny, jeżeli w tej sprawie sąd uznał się już za niewłaściwy.

Art. 1991. Sąd nie może odrzucić pozwu z tego powodu, że do rozpoznania sprawy właściwy jest organ administracji publicznej lub sąd administracyjny, jeżeli organ administracji publicznej lub sąd administracyjny uznały się w tej sprawie za niewłaściwe.